# Pallone d'oro 2023
Il Pallone d'oro 2023 è stato consegnato il 30 ottobre 2023 a Parigi ed è stato vinto da Lionel Messi , all'ottavo  successo nella storia del riconoscimento. Come nell'edizione precedente sono stati assegnati il Pallone d'oro femminile, il Trofeo Kopa e il Trofeo Jašin, vinti rispettivamente da Aitana Bonmatí, Jude Bellingham ed Emiliano Martínez. Sono stati assegnati anche il Premio Sócrates e il Trofeo Müller, andati rispettivamente a Vinícius Júnior ed Erling Haaland. I premi al miglior club maschile e femminile sono stati vinti rispettivamente dal Manchester City e dal Barcellona.